# Tavshut
Tavshut (en arménien Թավշուտ) est une communauté rurale du marz de Shirak en Arménie. En 2008, elle compte 431 habitants.